# جدول رسمی موسیقی نیوزیلند
جدول رسمی موسیقی نیوزیلند (به انگلیسی: Official New Zealand Music Chart) یک جدول هفتگی ۴۰ تک‌آهنگ و آلبوم برتر صادر شده از ضبط موسیقی نیوزیلند (انجمن صنعت ضبط نیوزیلند سابق) است. همچنین این جدول موسیقی شامل ۲۰ آلبوم‌ها و تک‌آهنگ‌های هنرمند برتر و ۱۰ آلبوم گردآوری‌شده برتر است. کلیه رتبه‌بندی جدول از داده‌های فروش فیزیکی و دیجیتالی از خرده فروشان موسیقی در نیوزیلند گردآوری می‌شود.